# صفيراء سيلانية
صفيراء سيلانية (الاسم العلمي:Sophora zeylanica) هي نوع نباتي يتبع جنس الصفيراء من فصيلة البقولية.